# Dödsklockan
Dödsklockan är en svensk deckare av Kerstin Ekman från 1963. 1999 blev den film, under samma titel, Dödsklockan.